# CV Málaga
CV Málaga – dawny hiszpański klub siatkarski z Malagi.

## Nazwy klubu
- Club Voleibol Deportivo Malagueño
- C.V. Clínica del Sur (1995-1996)
- C.V. Iversur Málaga (1996-1998)
- CV Iversur Eade (1998-1999)
- Iversur PTV (1999-2000)
- PTV Telecom Málaga (2000-2002)
- PTV Málaga (2002-2004)
- Probisa Hotel El Pinar (2004–2005)

## Sukcesy
Puchar Króla Hiszpanii:
- 1999, 2001, 2002, 2003
- 1989, 2000

Mistrzostwo Hiszpanii:
- 2000

Superpuchar Hiszpanii:
- 2002

## Rozgrywki klubowe
| Sezon     | Rozgrywki | Osiągnięcie |
| --------- | --------- | ----------- |
| 1995/1996 | Superliga | 6. miejsce  |
| 1996/1997 | Superliga | 8. miejsce  |
| 1997/1998 | Superliga | 7. miejsce  |
| 1998/1999 | Superliga | 4. miejsce  |
| 1999/2000 | Superliga | 3. miejsce  |
| 2000/2001 | Superliga | 4. miejsce  |
| 2001/2002 | Superliga | 4. miejsce  |
| 2002/2003 | Superliga | 6. miejsce  |
| 2003/2004 | Superliga | 11. miejsce |
| 2004/2005 | Superliga | 14. miejsce |

## Występy w europejskich pucharach
| Sezon     | Rozgrywki     | Osiągnięcie             |
| --------- | ------------- | ----------------------- |
| 1999/2000 | Puchar CEV    | 1/8 finału              |
| 2000/2001 | Puchar CEV    | II runda kwalifikacyjna |
| 2001/2002 | Puchar CEV    | faza grupowa            |
| 2002/2003 | Liga Mistrzów | faza grupowa            |

## Źródło
- CV Málaga – volleybox.net. (pol.).
- Iversur – Andalupedia. (hiszp.).
- Profil klubu na old.cev.eu. (ang.).
- RFEVB – SVM Palmarés. (hiszp.).